# Frank Berger (Numismatiker)
Frank Berger (* 1957) ist ein deutscher Numismatiker und Museumskurator.

## Leben
Frank Berger studierte nach dem Abitur, abgelegt 1976 in Wipperfürth, von 1977 bis 1984 Geschichte und Germanistik. Von 1984 bis 1985 war bei der Archäologischen Kommission für Niedersachsen in Hannover tätig. Frank Berger war 1985 Mitgründer der Konrad-Bayer-Gesellschaft. Er wurde 1990 an der Universität Hannover promoviert. Von 1985 bis 1997 war er am Kestner-Museum in Hannover tätig. Seit 1992 hatte er Lehraufträge an den Universitäten Hannover, Osnabrück, Frankfurt und Marburg. Seit 1997 war Berger Kurator am Historischen Museum Frankfurt. Dort war er zuständig für das Münzkabinett, Waffen und Rüstungen, Technik, Modelle und Dioramen. 2023 trat er in den Ruhestand.
Berger veröffentlicht Publikationen zur Numismatik und Polarforschung und ist korrespondierendes Mitglied des Deutschen Archäologischen Instituts. Sein Hauptforschungsgebiet sind römische Fundmünzen. Dabei beschäftigt er sich auch mit der Datierung römischer Münzen der römisch-germanischen Schlachten, etwa des Harzhornereignisses und der Varusschlacht.

## Auszeichnungen
- 2007 Ehrenpreis der Gesellschaft für Internationale Geldgeschichte (GIG)

## Schriften
- mit Fred Antweiler: Wipperfürth, gestern und heute. Eine Stadtbeschreibung in alten und neuen Ansichten. Remscheid 1984.
- Römisches Geld gefunden in Niedersachsen (= Begleithefte zu Ausstellungen der Abteilung Urgeschichte des Niedersächsischen Landesmuseums Hannover. Heft 2). Lax, Hildesheim 1986, ISBN 3-7848-1011-X.
- mit Fred Antweiler: Wipperfürth und seine Kirchdörfer. Bergisch Gladbach 1986.
- mit Christian Stoess: Osnabrück, Aurich, Oldenburg (= Die Fundmünzen der römischen Zeit in Deutschland. Abt. VII (Niedersachsen und Bremen), Band 1/3). Mann, Berlin 1988, ISBN 3-7861-1550-8.
- Hannover, Lüneburg, Braunschweig, Hildesheim, Stade, Bremen (= Die Fundmünzen der römischen Zeit in Deutschland. Abt. VII (Niedersachsen und Bremen), Band 4/9). Mann, Berlin 1988, ISBN 3-7861-1551-6.
- Die Münzen der Römischen Republik im Kestner-Museum Hannover (= Sammlungskataloge der Bestände im Kestner-Museum. Band 7). Kestner-Museum, Hannover 1989, ISBN 3-924029-12-1.
- mit Helmut Reitz: Der Münzfund von Bevern (um 1460). Bachmann-Museum, Bremervörde 1989.
- Die antiken Goldmünzen im Kestner-Museum Hannover (= Sammlungskataloge der Bestände im Kestner-Museum. Band 9). Kestner-Museum, Hannover 1991, ISBN 3-924029-15-6.
- Untersuchungen zu römerzeitlichen Münzfunden in Nordwestdeutschland (= Studien zu Fundmünzen der Antike. Band 9). Mann, Berlin 1992, ISBN 3-7861-1675-X (Dissertation, Universität Hannover 1990).
- mit Ursel Köper: Die Chronik Wipperfürths 1131–1992 (= 775 Jahre Stadt Wipperfürth – Schriften zur Stadtgeschichte. Nummer 2). Heimat- und Geschichtsverein Wipperfürth, Wipperfürth 1992.
- Die mittelalterlichen Brakteaten im Kestner-Museum Hannover (= Sammlungskataloge der Bestände im Kestner-Museum. Band 12/13). 2 Teilbände, Kestner-Museum, Hannover 1993–1996, ISBN 3-924029-21-0 (Band 1) und ISBN 3-924029-26-1 (Band 2).
- Kalkriese 1: Die römischen Fundmünzen (= Römisch-Germanische Forschungen. Band 55). Philipp von Zabern, Mainz 1996, ISBN 3-8053-1917-7.
- Geld ohne Grenzen. 2500 Jahre Währungsunionen. Historisches Museum, Frankfurt am Main 1998, ISBN 3-89282-032-5.
- 12 werden eins: Ein Geld für Europa (= Schriften des Historischen Museums Frankfurt am Main. Band 23). Historisches Museum, Frankfurt am Main 2001, ISBN 3-89282-041-4.
- Frankfurt und der Nordpol: Forscher und Entdecker im ewigen Eis (= Schriften des Historischen Museums Frankfurt am Main. Band 26). Imhof, Petersberg 2007, ISBN 978-3-86568-285-7.
- mit Bruno Philipp Besser und Reinhard A. Krause: Carl Weyprecht (1838–1881): Seeheld, Polarforscher, Geophysiker. Wissenschaftlicher und privater Briefwechsel des österreichischen Marineoffiziers zur Begründung der internationalen Polarforschung (= Veröffentlichungen der Kommission für Geschichte der Naturwissenschaften, Mathematik und Medizin. Band 57). Verlag der Österreichischen Akademie der Wissenschaften, Wien 2008, ISBN 978-3-7001-4019-1.
- mit Enrico Mazzoli: Eduard Ritter von Orel (1841–1892) und die österreichisch-ungarische Nordpolar-Expedition mit seinem Rückzugstagebuch von 1874. Luglio-Ed., Triest 2010, ISBN 978-88-96940-38-9.
- mit Christian Setzepfandt: 101 Unorte in Frankfurt am Main. Societäts-Verlag, Frankfurt am Main 2011, ISBN 978-3-7973-1248-8.
- mit Christian Setzepfandt: 102 neue Unorte in Frankfurt. Societäts-Verlag, Frankfurt am Main 2012, ISBN 978-3-942921-41-1.
- mit Christian Setzepfandt: 103 Unorte in Frankfurt. Societäts-Verlag, Frankfurt am Main 2013, ISBN 978-3-95542-007-9.
- mit Enrico Mazzoli: Triest und der Nordpol. Die Berichterstattung der Triester Zeitungen über die österreichisch-ungarische Nordpolarexpedition von 1872/1874 mit den Expeditionstagebüchern eines Matrosen (Bootsmann Pietro Lusina) und des Maschinisten Josef Pospischil. Luglio Editore, Triest 2014, ISBN 978-88-6803-083-4.
- Julius Payer. Die unerforschte Welt der Berge und des Eises. Bergpionier – Polarfahrer – Historienmaler. Tyrolia/Verlagsanstalt Athesia, Bozen/Innsbruck/Wien 2015, ISBN 978-3-7022-3441-6.
- mit Riccardo Decarli: Alla Scoperta di mondi glaciali. Julius Payer, ritratto di alpinista, viaggiatore polare e pittore. Alpine Studio, Lecco 2015, ISBN 978-88-99340-00-1.
- 101 Geldorte in Frankfurt. Societäts-Verlag, Frankfurt am Main 2016, ISBN 978-3-95542-186-1.
- mit Christian Setzepfandt und Jutta Zwilling: 101 Männerorte in Frankfurt. Societäts-Verlag, Frankfurt 2017, ISBN 978-3-95542-095-6.
- mit Sabine Hynek, Peter Maresch, Michael Rothmann, Felicitas Schmieder: Frankfurt und Umgebung auf historischen Karten. Societäts-Verlag, Frankfurt 2020, ISBN 978-3-95542-390-2.
- Das Geld der Dichter in Goethezeit und Romantik. 71 biografische Skizzen über Einkommen und Auskommen. Waldemar Kramer, Wiesbaden 2020, ISBN 978-3-7374-0486-0.
- Wipperfürth, Hückeswagen und Radevormwald auf historischen Karten. Ein Beitrag zur historischen Kartographie des Bergischen Landes. Bergischer Verlag, Remscheid 2021, ISBN 978-3-96847-023-8.
- mit Christian Setzepfandt: Best of 101 Unorte in Frankfurt. Societäts-Verlag, Frankfurt 2023, ISBN 978-3-95542-450-3.

### Herausgeberschaften
- Glaube, Macht, Kunst: Antwerpen–Frankfurt um 1600 (= Schriften des Historischen Museums Frankfurt am Main. Band 25). Societäts-Verlag, Frankfurt am Main 2005, ISBN 3-7973-0970-8.
- Konradsonnebayerhalt. Plexus-Verlag, Frankfurt am Main 2007, ISBN 978-3-937996-11-0.
- mit Hallvard Stangeland: Elling Carlsen: Aufzeichnungen von der österreichisch-ungarischen Polarexpedition 1872–74. Frankfurt am Main/Oslo 2010, ISBN 978-3-8391-4609-5.
- Der Erdglobus des Johannes Schöner von 1515 (= Kunststücke des Historischen Museums Frankfurt. Band 3). Henrich-Ed., Frankfurt am Main 2013, ISBN 978-3-943407-26-6.